# Stilli
Stilli (schweizerdeutsch: ˈʃti.lɪ) ist ein Dorf im Schweizer Kanton Aargau. Es liegt etwa dreieinhalb Kilometer nordöstlich des Bezirkshauptorts Brugg. Bis Ende 2005 war Stilli eine eigenständige politische Gemeinde im Bezirk Brugg und gehört seither zu Villigen.

## Geographie

Luftbild aus 300 m von Walter Mittelholzer (1922)

Das Gemeindegebiet von Stilli war mit einer Fläche von 57 Hektaren das zweitkleinste des Kantons. Es umfasste einen drei Kilometer langen Streifen von 25 bis 210 Metern Breite entlang dem westlichen Ufer der Aare, wobei das Flussbett mehr als einen Drittel der Fläche einnahm. Der 40 Meter hohen Böschung über der Flussniederung entlang verlief die ehemalige Gemeindegrenze zu Villigen. Das Dorf liegt rund eineinhalb Kilometer nördlich der Mündung der Limmat in die Aare, im so genannten Wasserschloss der Schweiz. In der Aare liegt die kleine Insel Fischergrieni, die durch angeschwemmtes Geschiebe entstanden ist.

## Geschichte

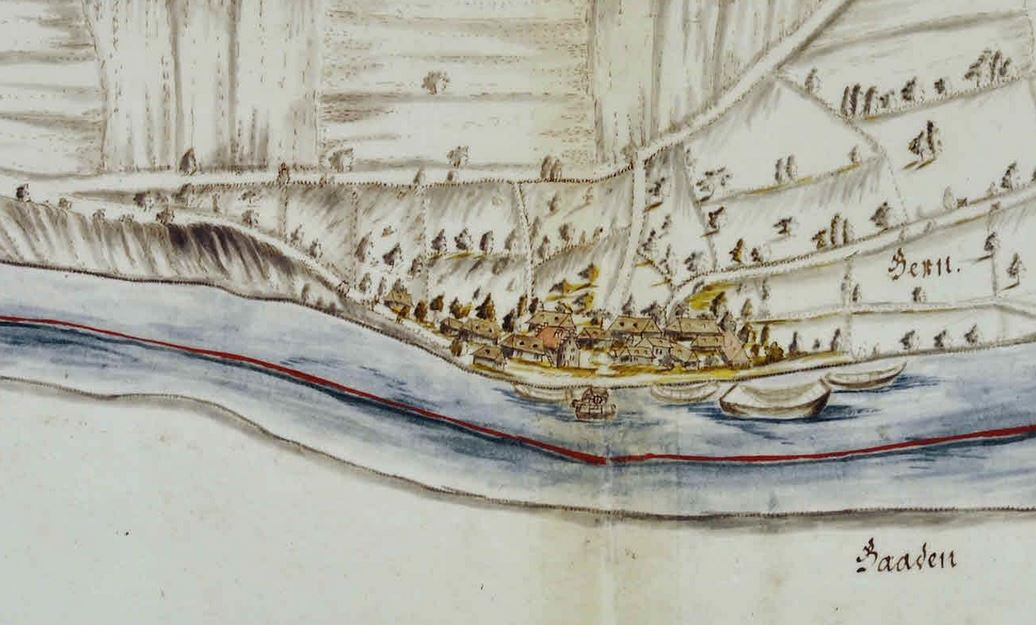
Ansicht des Dorfes um 1710, im March-Buch des Samuel Bodmer

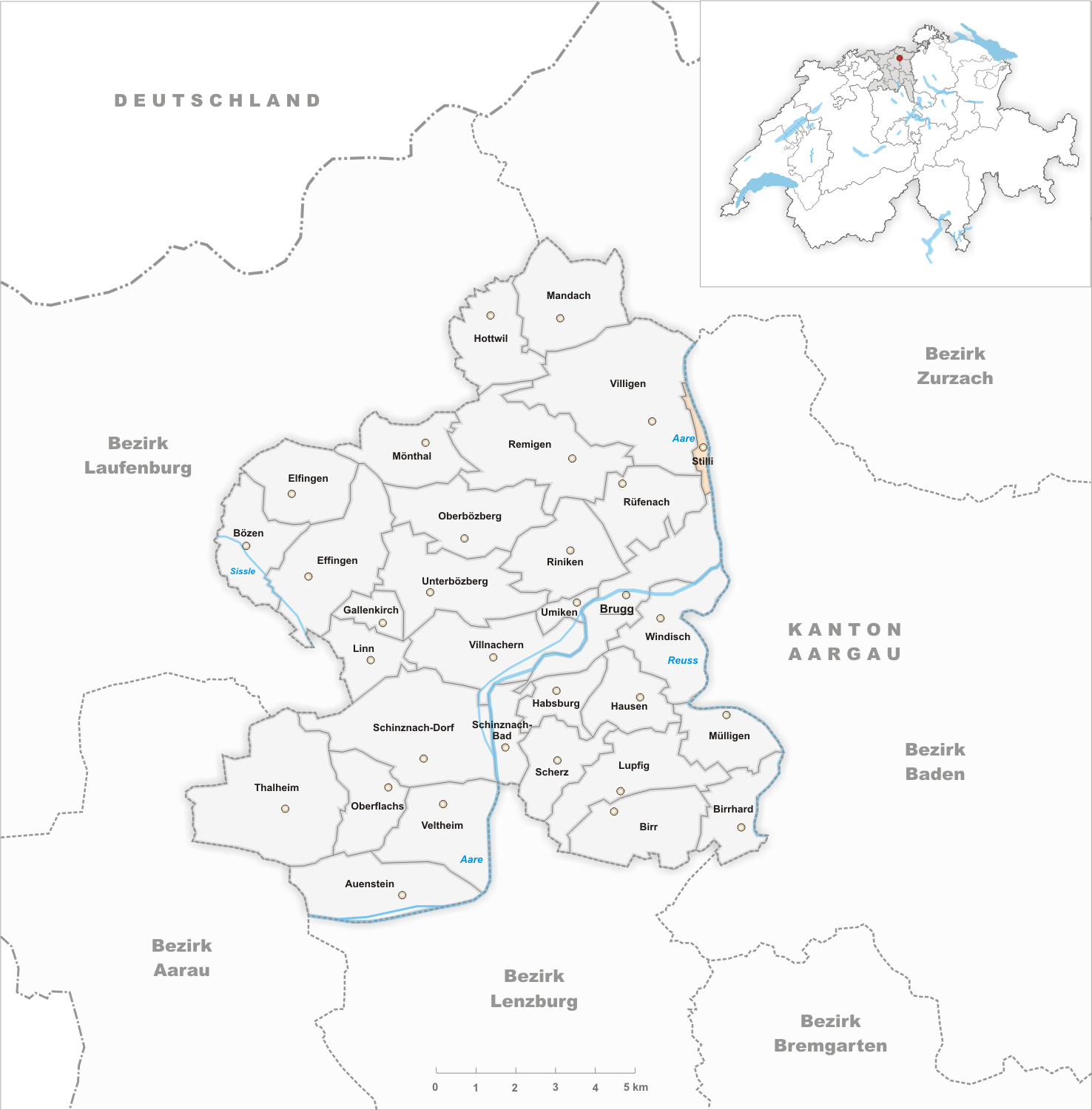
Gemeindestand vor der Fusion am 1. Januar 2006

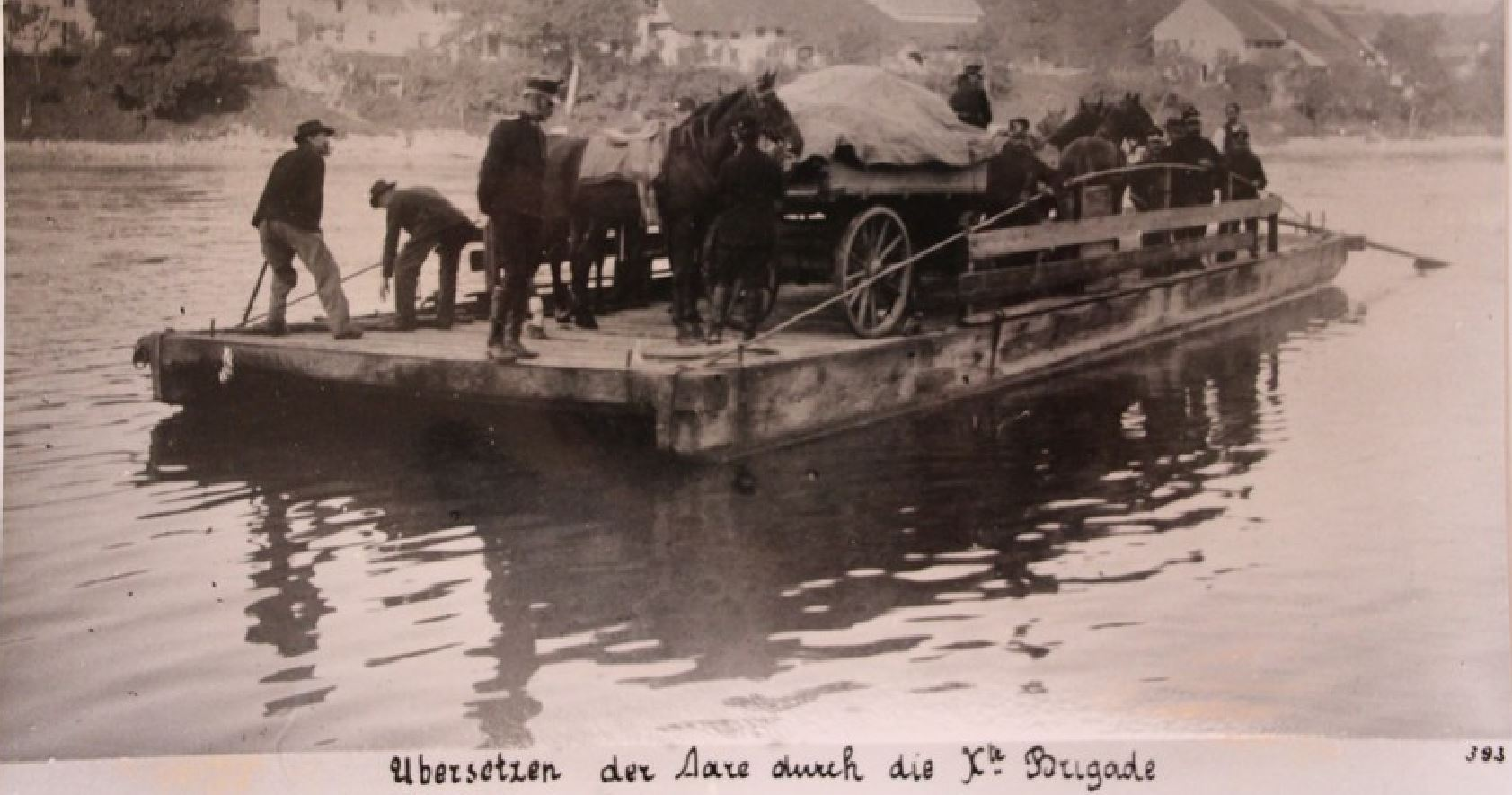
Fähre in Stilli um 1900, Übersetzen der 10. Infanteriebrigade über die Aare.

Die erste urkundliche Erwähnung des Flurnamens Stilli stammt aus dem Jahr 1269. Auf Althochdeutsch bezeichnet er eine «ruhig dahinfliessende Wasserstelle». Die Siedlung entstand im Jahr 1446, als die Besitzer der Herrschaft Schenkenberg beschlossen, in der Nähe der ehemaligen Kleinstadt Freudenau eine Fähre über die Aare einzurichten und damit neue Einnahmequellen zu erschliessen. Um die Taverne und die Mühle siedelten sich Menschen an, die hauptsächlich vom Fischfang und vom Schiffsverkehr lebten. Die Schiffer von Stilli beförderten Güter von Bern, Luzern und Zürich bis nach Laufenburg und Zurzach, teilweise sogar bis nach Holland.
Grund und Boden waren Teil des Hofes Rein, der dem Kloster Wittichen im Kinzigtal gehörte. Als 1460 die Stadt Bern das Gebiet westlich der Aare eroberte und es den Untertanengebieten des Berner Aargaus anfügte, änderte sich an den Rechten des Klosters nichts. Dieses musste allerdings die Einführung der Reformation im Jahr 1528 hinnehmen. 1544 verkaufte es den Hof Rein an den Grafen Hartmann von Hallwyl. Ab 1566 war Stilli der Hauptort eines neuen Gerichtsbezirkes, der auch die Dörfer Lauffohr, Mönthal, Rein, Remigen, Riniken, Rüfenach und Villigen umfasste. Zwischen 1588 und 1599 erwarb die Stadt Brugg zwei Drittel des Hofes, Bern das übrige Drittel.
Beim Franzoseneinfall im März 1798 entmachteten die Franzosen die «Gnädigen Herren» von Bern und riefen die Helvetische Republik aus, die 1803 aufgelöst wurde. 1799 verlief die Frontlinie im Zweiten Koalitionskrieg mitten durch das untere Aaretal. In der Region gab es mehrere Feldlager der französischen Armee. Durch Requisitionen und Plünderungen erlitten die Dorfbewohner grosse Not. 1803 löste der neugegründete Kanton Aargau den Hof Rein auf und erhob die einzelnen Dörfer zu selbständigen Gemeinden.
1903 endete der traditionsreiche Fährbetrieb über die Aare mit der Eröffnung einer 188 Meter langen Strassenbrücke, die 1969 bis 1970 durch eine neue Stahlverbundbrücke ersetzt wurde. Im Jahr 2007 erhielt die Brücke einen neuen Deckbelag und einen breiteren Fussgängerweg. Im September 2003 beschlossen die Stimmberechtigten von Stilli, die Eigenständigkeit ihrer Gemeinde aufzugeben und sich per 1. Januar 2006 der Gemeinde Villigen anzuschliessen.

## Wappen
Die Blasonierung des ehemaligen Gemeindewappens lautet: «In Blau weisser Anker, überdeckt von kreuzweise gestelltem weissem Ruder und weissem Stachel.» Das Wappenmotiv erschien erstmals 1838 auf einem Papiersiegel. Erinnert wird damit an die Flussschifffahrt, die einst der mit Abstand wichtigste Wirtschaftsfaktor der Gemeinde war.

## Bevölkerung
Die Einwohnerzahlen entwickelten sich wie folgt:
| Jahr      | 1702 | 1750 | 1800 | 1850 | 1900 | 1950 | 1980 | 2000 |
| Einwohner | 144  | 254  | 293  | 392  | 252  | 280  | 474  | 357  |

Am 31. Dezember 2004, ein Jahr vor der Eingemeindung, lebten 397 Menschen in Stilli, der Ausländeranteil betrug 25,9 %. Bei der Volkszählung 2000 bezeichneten sich 38,8 % als reformiert und 32,2 % als römisch-katholisch; 29,0 % waren konfessionslos oder gehörten anderen Glaubensrichtungen an. 84,9 % gaben Deutsch als ihre Hauptsprache an, 5,0 % Italienisch und 2,5 % Serbokroatisch.

## Verkehr
Stilli liegt an der Kreuzung der Hauptstrasse 5 mit mehreren Nebenstrassen, eine Brücke führt über die Aare nach Würenlingen. Das Dorf wird durch zwei Postautolinien erschlossen, die vom Bahnhof Brugg aus nach Bad Zurzach bzw. nach Döttingen führen (mit Zusatzkursen zum Paul Scherrer Institut in Villigen). Der Bahnhof Siggenthal-Würenlingen liegt etwa einen halben Kilometer entfernt auf der anderen Seite des Flusses. An Wochenenden verkehrt ein Nachtbus von Brugg über Stilli und Villigen nach Riniken.
An der neuen Brücke über die Aare ist seit 1972 die Grossplastik «Wassertor» des in Stilli aufgewachsenen Künstlers Albert Siegenthaler montiert. In Stilli endet der historische Lehrpfad Flösserweg.

## Persönlichkeiten
- Johann Jakob Baumann (1824–1889), Pfarrer und Politiker, geboren in Stilli
- Mina Hofstetter (1883–1967), Landwirtin und Pionierin der biologischen Landwirtschaft